# Чамзинка (Ульяновская область)
Ча́мзинка (эрз. Чаунзабуе) — село в Инзенском районе Ульяновской области. Входит в состав Коржевского сельского поселения.

## География
Село расположено в 28 км севернее райцентра, на левом берегу реки Талы. Рядом с селом проходит дорога Инза — Карсун, которая соединяет его с ближайшими сёлами Проломиха и Коноплянка. Высота центра населённого пункта — 203 м.

## История
Упоминается в книге А. Гераклитов. «Алатырская мордва. Материалы для историко-географического словаря мордовских селений Алатырского уезда»: «Чамзина, что на Печенерских вершинах, Верхосурского стана (1671). Чамзина, на речке Пиченеи (1696). Как кажется, можно приурочить к д. Чамзинка при речке Леплейке, б. Ардат. у., в 27—28 км, от Ардатова (СНМ 432). Не упоминается в числе мордовских деревень по 1-й ревизии».
При создании Симбирского наместничества в 1780 году, село Чамзинка вошло в состав Карсунского уезда.
С 1861 по 1928 года Чамзинка входила в Коржевскую волость Карсунского уезда.
В 1910 году в Чамзинке построен молитвенный дом. 
С 1918 года в селе был создан сельсовет, который вошёл в состав Коржевской волости.
В 1930-х годах в селе был создан колхоз «Передовик» и входило в Проломихинский с/с. В 1950 году объединились колхозы: "Передовик", им.Куйбышева, "13 год Октября", "Красное Букаево" в колхоз "Прогресс" 1950-1962гг. - Сельскохозяйственная артель (колхоз) "Прогресс" Чамзинского сельского Совета с. Чамзинка.
С 2005 года входит в состав Коржевского сельского поселения.

## Население
| 2010 |
| ---- |
| 284  |

- В 1780 году — 198 человек[4].

- В 1859 году население составляло 1395 человек[8].
- В 1913 году в 402 дворах жило 2404 человек[9]
- на 1930 год в 433 дворах жило 2289 человек[10].

## Известные уроженцы
- Азов Константин Сергеевич — советский журналист.

## Инфраструктура
- Чамзинская средняя общеобразовательная школа
- сельский Дом культуры
- библиотека
- почтовое отделение
- отделение Сбербанка
- три магазина
- фельдшерско-акушерский пункт (ФАП)

## Достопримечательности
- Памятник — обелиск Герою Советского Союза И. А. Хуртину (1924—1943 гг.)[11]
- В центре села расположен православный храм, включённый в реестр памятников истории и культуры Решением исполкома Ульяновского областного Совета народных депутатов от 12.02.1990 г. № 79 как памятник регионального значения «Церковь нач. XX в.», 1910 г.[12][13]